# Erik Robert Lindahl
Erik Robert Lindahl (ur. 21 listopada 1891 w Sztokholmie, zm. 6 stycznia 1960 w Uppsali) – szwedzki ekonomista, jeden z pierwszych członków tzw. szkoły szwedzkiej w ekonomii, która wykształciła się w latach 20. i 30. XX w. z makroekonomicznej teorii K. Wicksella.
Lindahl był pracownikiem uniwersytetów w Lund, Göteborgu i Uppsali (1942–1960). Najistotniejszą publikację w języku angielskim stanowi Studies in the Theory of Money and Capital (1939). Natomiast jednym z ważniejszych osiągnięć – stworzenie sekwencji analiz ekonomicznych, które wpłynęły na koncepcję oszczędności i inwestycji G. Myrdala.
Lindahl interesował się systemami rachunkowości gospodarczej, które mogłyby być uniwersalne, dokonywał również analiz statystycznych dochodów i cen.